# Persulfat
Persulfater är joner som innehåller mer syre än normala sulfat-joner. Persulfater är persvavelsyrans salter.
Svavlet i persulfat har oxidationstillstånd +6 precis som i sulfat, men till skillnad från vanliga sulfater så innehåller persulfater peroxid-grupper.
Persulfater delas in i peroxidmonosulfat och peroxiddisulfat.

## Peroxidmonosulfat
| Strukturformel | Molekylmodell |
| Strukturformel | Molekylmodell |

Peroxidmonosulfat (SO52–) är den enklare formen av persulfat. Det är helt enkelt en sulfat-jon där en av syreatomerna har bytts ut mot en peroxid-grupp.
Exempel:
- Natriumperoxidmonosulfat – Na2SO5
- Kaliumperoxidmonosulfat – K2SO5

## Peroxiddisulfat
| Strukturformel | Molekylmodell |
| Strukturformel | Molekylmodell |

Peroxiddisulfat (S2O82–) är två stycken sulfat-joner som sitter ihop med en peroxid-grupp i mitten.
Exempel:
- Natriumpersulfat – Na2S2O8
- Kaliumpersulfat – K2S2O8
- Ammoniumpersulfat – (NH4)2S2O8